# Dimitris Papaioannou
Dimitris Papaioannou, d'àlies «Mimis» Papaioannou, (grec: Δημήτρης Παπαϊωάννου, Vèria, 23 d'agost de 1942 – Atenes, 15 de març del 2023) fou un futbolista grec de la dècada de 1960.
Fou 61 cops internacional amb la selecció grega i, d'entre els equips en els quals jugà, defensà especialment els colors de l'AEK Atenes FC.

## Palmarès
AEK Atenes
- Lliga grega de futbol: 1963, 1968, 1971, 1978, 1979
- Copa grega de futbol: 1964, 1966, 1978

New York Pancyprian-Freedoms
- Cosmopolitan Soccer League: 1980
- National Challenge Cup: 1980